# 匯隆控股
匯隆控股有限公司，簡稱匯隆控股（英語：WLS Holdings Limited，港交所：8021），在1951年由蘇汝成（現任董事會主席）父親創立，也就是附屬公司匯隆棚業有限公司，屬於新興另類建築行業之一，也就是經營棚架、吊船等業務行業，主要香港地區最多，其次中國。於2016年1月,該公司市值大約為42億元。
其股份自2001年12月7日，於香港交易所創業板上市，是創業板第100家上市公司。董事局方面，則有蘇汝成、江錦宏（行政總裁）、黎婉薇、胡兆麟、蘇宏邦、余揚海、林國榮、楊步前、馮家璇，以及許棟華。
2016年7月22日和2016年8月9日，Favourite Number Limited和該公司，以把400股樂亞國際股份去換取57股該股份或5.6港元，但在2016年10月17日，由於股東大會未能通過支持收購建議，其上述行動被撤回。
匯隆控股於2016年成立小牛金服，由連敬涵出任行政總裁。

## 連結
- WLS.com.hk（页面存档备份，存于）